# Кавказское линейное казачье войско

Карта земель Черноморского и Кавказского Линейного казачьих войск с показанием Отдельных Дагестанского Конно-Иррегулярного полка, Грузинской дружины и Анапско-Горского полуэскадрона в 1858 году.

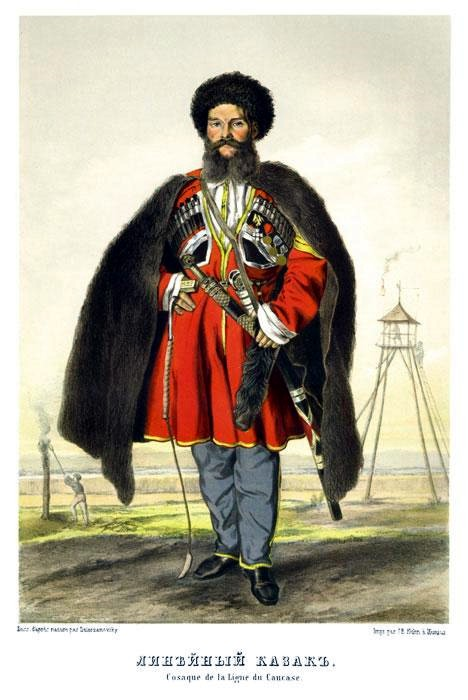
Линейный казак, 1862 год.

Кавказское линейное казачье войско, Линейное кавказское казачье войско, Линейные казаки — формирование иррегулярных войск Русской Императорской армии, обеспечивавшее защиту мирного населения России, и освоение Северного Кавказа с 1832 года по 1860 год.
В состав Линейного войска вошли станицы по Тереку, верхнему и среднему течению Кубани, тогда как нижнее течение Кубани занято было черноморским войском. Штаб войска располагался вначале в Пятигорске, а затем в Ставрополе.

## История
В 1777 году с продолжением линии крепостей на Кавказе на запад от Моздока к Азову, сюда была направлена часть Волжского войска, поселённая в пяти станицах, от Екатерининской до Александровской крепости, на протяжении около 200 верст. Сохранив своё прежнее наименование, казаки составляли в строю Волгский казачий полк пятисотенного состава. Постепенно казачьи станицы выдвигались вперед. Для подкрепления силы войска к нему уже в 1832 году были приписаны четыре гражданские селения по Куме с населением до 4 050 лиц «обоего пола». 11 апреля 1786 года, когда российское правительство формирует фронт для борьбы с разбойничающими горцами. Местных гребенских казаков усиливают волжскими и украинскими казаками. Из разрозненных станиц формируют единую фронтовую линию по реке Терек.
Кавказское линейное казачье войско было образовано (учреждено) в 1832 году из пяти полков терских казаков (Кизлярского, Терско-семейного, Гребенского, Моздокского и Горского), размещавшихся от устья р. Терек до Моздока, и пяти казачьих полков Азовско-Моздокской линии (Волгского, Кавказского, Ставропольского, Хопёрского и Кубанского).
В начале XIX века на Кавказской Линии поселили станицы Темижбекскую, Казанскую, Тифлисскую, Ладожскую и Воронежскую. Население этих станиц, составивших Кавказский казачий полк, набрали из южнорусских однодворцев (Курская, Воронежская, Орловская губернии). К середине XIX столетия однодворцы составят основной костяк формирующегося линейного казачества.
К войску были также причислены Сунженский (образован в 1817 году) и 1-й и 2-й Владикавказские полки (образованы в 1831 году под наименованием Малороссийских).
Кавказское линейное казачье войско вместе с Черноморским занимало Кавказскую оборонительную линию от устья Терека до устья Кубани и вместе с Отдельным Кавказский корпусом участвовало в Кавказской войне.
В 1838 году Кизлярский и Терско-семейный полки были объединены, в 1840 году был образован Лабинский, а в 1850 году — Урупский полки.
14 февраля 1845 году было утверждено первое Положение о Кавказском линейном казачьем войске.
С ростом населения на территории войска (в середине XIX века оно составляло свыше 300 000 человек) в 1846 году большинство полков было развёрнуто в бригады и к 1860 году войско состояло из 9 бригад и 4 отдельных полков.
19 ноября 1860 году всё войско было преобразовано в Терское казачье войско, кроме двух западных (правых) полков (Хопёрский и Кубанский), которых объединили с Черноморским в Кубанское казачье войско, в другом источнике указано, за исключением шести бригад, присоединённых к черноморскому войску (переименованному при этом в Кубанское казачье войско).

## Структура
Среди Линейных казаков преобладал великорусский тип с примесью инородческих элементов. Издавна находясь в непосредственных сношениях с чеченцами, Линейные казаки усвоили себе костюм и вооружение горцев. В мирное время казаки занимались рыболовством на Тереке, Кубани и Каспийском море, виноделием, охотой, шелководством и другими делами.
Войско по своей структуре делилось на бригады, а бригады на полки, а полки на сотни (в Горском полку было 6 сотен). Казачьей сотне территориально соответствовала станица. Линейные станицы располагались через 10 — 12 километров друг от друга. Станицы были укреплены земляными валами и глубокими рвами. По валу сооружалась обнесенная колючим терновником ограда с несколькими воротами. Рядом с воротами размещались вышки для наблюдения за окрестностями и помещения для дежурных казачьих подразделений. Помимо военной службы казаки занимались и приусадебным хозяйством: хлебопашеством, скотоводством, садоводством, рыболовством и шелководством

## Состав
Состав войска на 18?? год:
1-я бригада
- 1-й Кавказский казачий полк
- 2-й Кавказский казачий полк
- Резервный казачий полк
- 1-й Кавказский Линейный казачий батальон
- 2-й Кавказский Линейный казачий батальон

2-я бригада
- 1-й Лабинский казачий полк
- 2-й Лабинский казачий полк
- 3-й Кавказский Линейный казачий батальон

3-я бригада
- 1-й Кубанский казачий полк
- 2-й Кубанский казачий полк
- Резервный казачий полк

4-я бригада
- 1-й Ставропольский казачий полк
- 2-й Ставропольский казачий полк
- Резервный казачий полк

5-я бригада
- 1-й Хоперский казачий полк
- 2-й Хоперский казачий полк
- Резервный казачий полк

6-я бригада
- 1-й Волгский казачий полк
- 2-й Волгский казачий полк
- Резервный казачий полк

7-я бригада
- Горский казачий полк
- Владикавказский казачий полк

8-я бригада
- Моздокский казачий полк

9-я бригада
- Гребенский казачий полк
- Кизлярский казачий полк

Конно-артиллерийская бригада
- 13-я конно-артиллерийская казачья батарея
- 14-я конно-артиллерийская казачья батарея
- 15-я конно-артиллерийская казачья батарея
- Резервная конно-артиллерийская казачья батарея

### Общее расписание полков Кавказского линейного казачьего войска за 1845 год
Значится 101 станица, часть из которых находилась за пределами Кавказской области:
Первая бригада (штаб-квартира в ст-це Усть-Лабинской)
- 1-й Кавказский полк (штаб в ст-це Архангельской, кордона не имел):

Архангельская - 1600 д.м.п.
Ильинская - 2331 д.м.п.
Новодонецкая - 880 д.м.п.
Новомалороссийская - 1542 д.м.п.
- 2-й Кавказский полк (штаб в ст-це Ладожской, кордон по р. Кубани на 80 верст):

Воронежская - 965 д.м.п.
Казанская - 1415 д.м.п.
Ладожская - 1688 д.м.п.
Тифлисская - 1222 д.м.п.
- 1-й Лабинский полк (штаб в ст-це Воздвиженской, кордон по р. Лабе на 85 верст):

Усть-Лабинская - 1103 д.м.п.
Воздвиженская - 797 д.м.п.
Некрасовская - 638 д.м.п.
Тенгинская - 610 д.м.п.
- 2-й Лабинский полк (штаб в ст-це Вознесенской, кордон по р. Лабе и частью горами на 82 версты):

Вознесенская - 988 д.м.п.
Лабинская - 1031 д.м.п.
Урупская - 1046 д.м.п.
Чамлыкская - 842 д.м.п.
Вторая бригада (штаб-квартира в ст-це Прочноокопской)
- 1-й Кубанский полк (штаб в ст-це Новоалександровской, кордона не имел)

Новоалександровская - 1034 д.м.п.
Новотроицкая - 2757 д.м.п.
Расшеватская - 1792 д.м.п.
Успенская - 2376 д.м.п.
- 2-й Кубанский полк (штаб в ст-це Григорополисской, кордон по р. Кубани на 78 верст)

Григорополисская - 1747 д.м.п.
Дмитриевская - 1225 д.м.п.
Кавказская - 1110 д.м.п.
Прочноокопская - 1261 д.м.п.
Темижбекская - 1309 д.м.п.
- 1-й Ставропольский полк (штаб в ст-це Михайловской, кордон внутренний по Большой [Черкасской] дороге)

Бешпагирская - 936 д.м.п.
Михайловская - 2361 д.м.п.
Надежинская - 1770 д.м.п.
Новомарьевская - 1328 д.м.п.
Рожественская - 1428 д.м.п.
Спицевская - 313 д.м.п.
Старомарьевская - 1010 д.м.п.
- 2-й Ставропольский полк (штаб в ст-це Николаевской, кордон по р. Кубани на 70 верст)

Барсуковская - 822 д.м.п.
Каменнобродская - 1406 д.м.п.
Николаевская - 1055 д.м.п.
Сенгилеевская - 900 д.м.п.
Татарская - 711 д.м.п.
Темнолесская - 965 д.м.п.
Убежинская - 914 д.м.п.
Третья бригада (штаб-квартира в ст-це Суворовской)
- 1-й Хоперский полк (штаб в ст-це Калиновской, кордон внутренний по Большой [Черкасской] дороге):

Александровская - 1012 д.м.п.
Грушовская - 886 д.м.п.
Калиновская - 1283 д.м.п.
Круглолесская - 1356 д.м.п.
Северная - 548 д.м.п.
Сергиевская - 768 д.м.п.
- 2-й Хоперский полк (штаб в ст-це Баталпашинской, кордон по р. Кубани и частью горами на 85 верст):

Баталпашинская - 1218 д.м.п.
Бекешевская - 1220 д.м.п.
Беломечетская - 1002 д.м.п.
Невинномысская - 978 д.м.п.
Суворовская - 1341 д.м.п.
- 1-й Волгский полк (штаб в ст-це Александрийской, кордон внутренний по Большой [Черкасской] дороге):

Александрийская - 1183 д.м.п.
Бабуковская - 940 д.м.п.
Верхнеподгорная - 684 д.м.п.
Георгиевская - 429 д.м.п.
Незлобная - 743 д.м.п.
Нижнеподгорная - 447 д.м.п.
Саблинская - 644 д.м.п.
- 2-й Волгский полк (штаб в ст-це Ессентуцкой, кордон по горам и р. Малке на 92 версты):

Боргустанская - 106 д.м.п.
Горячеводская - 464 д.м.п.
Ессентуцкая - 833 д.м.п.
Кисловодская - 273 д.м.п.
Новомарьинская - 568 д.м.п.
Четвертая бригада (штаб-квартира в ст-це Екатериноградской)
- Горский полк (штаб в ст-це Прохладной, кордон по р. Малке и р. Тереку на 78 верст):

Государственная - 906 д.м.п.
Екатериноградская - 899 д.м.п.
Новоосетинская - 370 д.м.п.
Новопавловская (на Малке) - 491 д.м.п.
Павлодольская - 906 д.м.п.
Приближная 330 д.м.п.
Прохладная - 598 д.м.п.
Солдатская - 666 д.м.п.
Черноярская - 334 д.м.п.
- Моздокский полк (штаб в ст-це Галюгаевской, кордон по р. Тереку на 75 верст):

Галюгаевская - 785 д.м.п.
Горская - 372 д.м.п.
Ищорская - 1535 д.м.п.
Курская - 183 д.м.п.
Луковская - 373 д.м.п.
Мекенская - 784 д.м.п.
Наурская - 1566 д.м.п.
Стодеревская - 585 д.м.п.
- Владикавказский полк (штаб в ст-це Ардонской, кордон по Военно-Грузинской дороге):

Александровская - 256 д.м.п.
Ардонская - 131 д.м.п.
Архонская - 164 д.м.п.
Владикавказская - 204 д.м.п.
Николаевская - 365 д.м.п.
Пришибская - 160 д.м.п.
Урухская - 85 д.м.п.
Пятая бригада (штаб-квартира в ст-це Червленной)
- Гребенский полк (штаб в ст-це Червленной, кордон по р. Тереку на 85 верст):

Калиновская - 1232 д.м.п.
Котляревская - 226 д.м.п.
Николаевская - 53 д.м.п.
Новогладковская - 283 д.м.п.
Червленная - 1540 д.м.п.
Шелкозаводская - 160 д.м.п.
Щедринская - 451 д.м.п.
- Кизлярский полк (штаб в ст-це Каргалинской, кордон по р. Тереку на 80 верст):

Александрийская - 124 д.м.п.
Бороздинская - 246 д.м.п.
Дубовская - 403 д.м.п.
Каргалинская - 451 д.м.п.
Кизлярская - 676 д.м.п.
Кордюковская - 261 д.м.п.
Сосоплинская - 119 д.м.п.
Старогладковская - 400 д.м.п.
- 1-й и 2-й Сунженские полки (кордон по р. Сунже):

Станицы предполагалось водворить с 1845 года, начиная от укрепления Волынского вниз по р. Сунже.

## Численность
В 1825 году общее число служащих казаков Кавказской линии достигло 7 тысяч человек, в 1845 году численность возросла до 90 тыс.. По окончании Кавказской войны, в линейном войске насчитывалось более 10 000 казаков.

## Религиозная жизнь
Преобладающей религией казаков было православие. Приходы как таковые отсутствовали. Церковные требы (крещение, венчание, отпевание, молебны) выполняли полковые священники, которые подчинялись войсковому обер-священнику. Уровень религиозной грамотности был невысоким, помимо православных имелись среди казаков старообрядцы-поповцы и единоверцы (согласные на присягу царю и юрисдикцию официальных священников). Большую роль играли часовни, чтимые иконы (Святого Николая, Богородицы) и церковный календарь.

## Наказные атаманы
Войсковые наказные атаманы (период времени):
- Верзилин, Пётр Семёнович, генерал-майор (25.06.1832 — ??.??.1837);
- Николаев, Степан Степанович, генерал-майор (с 11.04.1843 генерал-лейтенант) (31.10.1837 — 08.02.1849);
- Круковский, Феликс Антонович, генерал-майор (08.02.1849 — 17.02.1852), убит в делах с горцами 18.01.1852;
- Эристов, Георгий Романович;
- Рудзевич, Николай Александрович;
- Безуглый Иосиф.